# Bolaspindlar

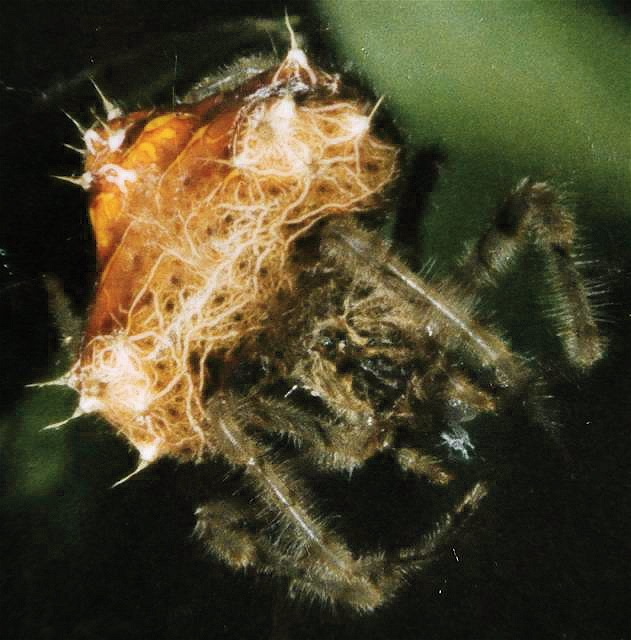
Bolaspindel av arten Cladomelea debeeri.

Bolaspindlar kallas ett antal hjulspindlar ur släktena Mastophora, Cladomelea och Ordgarius som har utvecklat en speciell metod för att fånga flygande byten, de spinner en enkel tråd med klibbiga droppar i änden och använder ett av sina ben för att svinga den runt i luften, likt en bola, därav deras namn.
Bolaspindlar är nattaktiva och deras vanligaste byten är små nattaktiva fjärilar, som nattflyn, vilka de lockar till sig genom att de har förmågan att utsöndra ett ämne som påminner om de feromoner fjärilshonor använder för att locka till sig hanar. En följd av detta är att spindelns byten i stort sett nästan alltid är hanfjärilar. Bolaspindlarna är därmed också ofta mycket specifika i sin diet, eftersom de ämnen de producerar bara lockar en eller några få arter av byten.

## Förekomst
- Mastophora, förekommer i Amerika, de flesta i Sydamerika, 48 arter.
- Cladomelea, förekommer i Afrika, 4 arter.
- Ordgarius, förekommer i Australien och Sydostasien, 12 arter.